# Remark Spirits
Remark Spirits（リマークスピリッツ）は、男性シンガー、女性MC兼シンガー、男性MCで構成される日本の音楽グループ。マネージメント事務所ARTIMAGE（アーティマージュ）に所属。ニッポン放送系の深夜ラジオ番組、『オールナイトニッポン』の40周年記念ジングルを担当していた。

## 略歴
ソロで活動していたDee-kay (SINGER)、舞音 (MC/SINGER)、JIRO THE SHIN (MC) の3人が意気投合し結成。サウンドプロデューサーにはナカツチトモヒロを迎え、2005年3月より活動を開始。『Urban Comfortable Music』をコンセプトを掲げ、上質なサウンドを作り出す唯一無二なグループ。 
Dee-kayのスウィート・ボイス、セクシーかつ力強い舞音のラップ、JIRO THE SHINのフロウ、そしてナカツチトモヒロが作り出すバライティーに富んだトラック。そこから生み出されるRemark Spiritsの音楽は、HIP HOPをベースにHOUSE,JAZZ、FUNK、POP等のあらゆるジャンルを取り入れた仕上がりが特徴的である。 
結成からわずか半年でゲストアーティストとして多数のイベントに出演するなど、CLUB シーンにおいて大きな注目を集めていた。さらにrhythm zoneによって開催された史上最大級のクラブオーディション、"STARZ AUDITION"において大阪地区で見事に準優勝を果たした。オーディション応募5,000組以上の中から最終選考まで勝ち残り、2006年3月にはZepp大阪にて約2,000人の観客の前でライブを行った。
その"STARZ AUDITION"に参加した全国各地のアーティストが集結して出来たコンピレーションアルバム『STARZ FILE』では、1曲目にRemark Spirits「Freeway」が収録されている。また、2006年12月16日に代々木競技場第一体育館で行われた史上最大級のインドアフェスティバル“Rhythm Nation 2006”へオープニングアクトとしての出演を果たした。
現在、大阪・京都を中心に関西地区で活動中。2007年7月4日、Debut EP「Freeway」でメジャーデビュー。
2009年2月11日のライブを最後に活動休止中。

## メンバー
- Dee-kay （ディーケー）
SINGER。大阪府出身。血液型：O型。趣味：料理。影響を受けたアーティスト：BRIAN McKNIGHT。
2003年より、東京でハウス･ボサノバシンガーとして活動を開始。同時にゴスペルクワイヤーとしての経験も重ねる。それぞれのジャンルの異なる音楽を吸収し、そのキャリアを経て2004年秋、舞音、JIRO THE SHINと運命的な出会いを果たし今に至る。一度聴いたら忘れられない天性のウィスパーボイスを持つ。その唯一無二の声は癒しの力を持っている。
- 舞音 （マイン）
MC/SINGER。京都府出身。血液型：O型。趣味：ラーメン屋巡り。影響を受けたアーティスト：Lauryn Hill。
16歳の時から、京都のCLUBなどで歌い始める。様々なユニット,バンドへ参加し、京都から大阪・兵庫など活動地域を拡大。2004年からは京都で唯一のガールズイベント「LUPIN」をオーガナイズ。現在までに4回開催され、毎回250人以上の集客を誇る盛り上がりを見せている。また、LISAとの楽曲「Precious Message / LISA&舞音 」が映画「バックダンサーズ!」のオリジナル・サウンドトラックに収録されている。
- JIRO THE SHIN （ジロー ザ シン）
MC。大阪府出身。血液型：B型。趣味：スポーツ。影響を受けたアーティスト：Common、Nas。
1999年からソロ活動を開始。ソロとして300本以上のライブをこなすと共にフリースタイルバトルやMIXTAPEへのフリースタイル参加等アンダーグラウンドでの活動を始める。USメインストリーム,ミドルスクール,オールドスクール,ジャズ、ファンク、ポップス、パンク・ロック等から影響を受け現在に至る。ストレートな歌詞に心にグッとくるフロウ、盛り上げ役を担当するムードメーカーである。
- ナカツチトモヒロ
SOUND PRODUCER。富山県出身。血液型：A型。
Remark spirits活動休止後は、中土智博の名義で作曲家、編曲家、音楽プロデューサーとして活動中。APDREAM所属。
Rock,Metal,EDM,Hiphopなど異なるジャンルを融合したハイブリッドなトラックが身上。

## 作品

### シングル
| 枚  | 発売日       | タイトル | 規格品番   |
| --- | ------------ | -------- | ---------- |
| 1st | 2007年7月4日 | Freeway  | RZCD-45547 |

### アルバム

#### オリジナルアルバム
| 枚  | 発売日        | タイトル       | 規格品番   |
| --- | ------------- | -------------- | ---------- |
| 1st | 2008年9月10日 | Remark Spirits | RZCD-46022 |

#### ミニアルバム
| 枚  | 発売日         | タイトル      | 規格品番   |
| --- | -------------- | ------------- | ---------- |
| 1st | 2007年11月24日 | Lovers Memory | RZCD-45727 |

## 中土智博楽曲提供

### 作曲
- 麻生夏子
  - 「Precious tone」作編曲
  - 「Merry-go-round」作編曲
  - 「Hello.my world」作詞:Mine 作編曲:中土智博
  - 「Parade!」(ラグナロクオンラインRWC2012 日本代表応援ソング) 作編曲
  - 「You're my brightness」作編曲
  - 「My Starlit point」作編曲
- アイドリッシュセブン
  - TRIGGER「DIAMOND FUSION」作編曲
  - ŹOOĻ「LOOK AT…」作編曲
  - ŹOOĻ「Drift driving」作編曲
- あんさんぶるスターズ!キャラクターソング
  - 「Only your stars!」 作編曲
  - 「Stars' Ensemble!」 作編曲
  - Trickstar「HEART→BEATER!!!!」
  - 明星スバル Solo「My Starry Point」
  - UNDEAD［朔間零（増田俊樹）、乙狩アドニス（羽多野渉）、大神晃牙（小野友樹）、羽風薫（細貝圭）］「DESTRUCTION ROAD」「Darkness 4」作編曲
  - 大神晃牙 「RIOT WOLF」
  - 2wink［葵ひなた&葵ゆうた（斉藤壮馬）］「ハートプリズム・シンメトリー」作編曲
  - 紅月［蓮巳敬人(梅原裕一郎)　神崎颯馬(神永圭佑)　鬼龍 紅郎(神尾晋一郎)］「剣戟の舞」作編曲
  - Switch 「Magic for your "Switch"」
  - 逆先夏目 「Secret Gravity」
- 出岡美咲
  - 「mirror」作編曲
- 緒方恵美
  - 「桜流し」
  - 「青い宝石の君」
  - 「-RA・SE・N-」
  - 「ENDLESS LOVE」
- 柿原徹也
  - 「Get over you...」作詞/作編曲
- 栗林みな実
  - 「ZERO!!」作編曲
  - 「不完全で完璧なPIECE]」作編曲
- 佐咲紗花
  - 「サディ」作編曲
  - 「Howlite」作編曲
- スタァライト九九組
  - 「願いは光になって」作編曲
- スフィア
  - 「Stop Motion」作編曲
  - 「イマジネーションは終わらない」作曲
- 釘宮理恵
  - 「オレンジ」作詞(舞音)・作編曲
- ChouCho
  - 「Happy Fate」作編曲
  - 「Cocoon」作編曲
- 寺島拓篤
  - 「sunlight avenue」
- totomono
  - 「Best My Friend!」作編曲
- Trignal
  - 「mission」 作曲
  - 「kissplus」 作編曲
- 茅原実里
  - 「この世界は僕らを待っていた」作編曲
- 「絶対絶望少女 -ダンガンロンパAnother Episode-」EDテーマ
  - 苗木こまる(CV.内田彩)＆苗木誠(CV.緒方恵美) 「Progressive-漸進-」作編曲
- 中森明菜
  - 「Re-birth」作編曲
- 乃木坂46
  - 「でこぴん」作編曲
  - 「僕が行かなきゃ誰が行くんだ?」作編曲
  - 「ボーダー」作編曲
- ラストアイドル
  - 「悲しい歌はもう歌いたくない」作編曲、Mix
- NOW ON AIR
  - 「恋する夏ワンピ」作編曲
- 能登有沙
  - 「COLORS」作編曲
- 畠中祐
  - 「Summer Breeze」作編曲
  - 「Fighting for...」作編曲
  - 「Let's get ready to rumble! (Instrumental)」作編曲、Mix
- B2takes!
  - 「オオゾラテイクオフ！」共作曲・編曲
- ビブリア古書堂の事件手帖オリジナルサウンドトラック
  - 「SONAR」作編曲、Mix
  - 「Chasing Shadows」作編曲、Mix
- 真野恵里菜
  - 『THE NEXT GENERATION パトレイバー』主題歌「Ambitious!」作編曲
- 結城アイラ
  - 「Letter song」作編曲
  - 「私だけの魔法の言葉」作編曲
  - 「Heart of Summer」作編曲
- Flower
  - 「what i want…」作編曲
- Mary Angel
  - 「succeed」作編曲
  - 「I need Back」作編曲
  - 「Like an Angel」作詞(舞音)・作編曲
  - 「大好き！」作詞(舞音)・作編曲
  - 「Everyday Happy☆days!!」作詞(舞音)・作編曲
  - 「Fighting girl」作詞(舞音)・作編曲
- 『Fate/kaleid liner プリズマ☆イリヤ ツヴァイ!』 
  - 「Parallel Contrast」作編曲
- 『アイドルマスター ミリオンライブ!』
  - 北上麗花（平山笑美）「FIND YOUR WIND!」作編曲
  - 最上静香（田所あずさ）「Catch my dream」作編曲
  - 三浦あずさ（たかはし智秋）「月のほとりで」作編曲
  - 萩原雪歩（浅倉杏美）「impervious Resolution」作編曲
  - 矢吹可奈（木戸衣吹）「おまじない」作編曲
  - ARRIVE[メンバー 1]「STANDING ALIVE」作編曲
  - 百瀬莉緒（山口立花子）「WHY?」作編曲
  - 永吉昴（斉藤佑圭）「HOME RUN SONG♪」作編曲
  - EScape[メンバー 2]「I.D ~EScape from Utopia~」作編曲
- Printemps
  - 永遠フレンズ
- 渕上舞
  - 「Migratory」作編曲
  - 「My Music」作編曲
  - 「Journey」作編曲
  - 「Love Summer！」作編曲

### 編曲
- アイドリッシュセブン
  - Trigger「DAYBREAK INTERLUDE」
  - IDOLiSH7「PARTY TIME TOGETHER」
- アフィリア・サーガ
  - 「zero」
- LR harmony（佐咲紗花、橋本みゆき、飛蘭、美郷あき、yozuca*、rino）
  - 「THIS ILLUSION -10th moon harmony-」
- 川嶋あい
  - 「Everyday」
- 大橋彩香
  - 「Super dreaming days」
- 喜多修平
  - 「Starlight Rhapsody」
- 影山ヒロノブ
  - 「Chase the real」
  - 「おーりとーり」
- 栗林みな実
  - 「LOVE STEP」
  - 「遠い夏の日」
  - 「Beautiful Soldier」
  - 「きらり、愛の星」
  - 「流れ星に出会うように」編曲・Mix
- 近藤真彦
  - 「Let's Go!」
- 佐咲紗花
  - 「恋花」
  - 「Linaria」
- JAM Project
  - 「fragie」
  - 「シュワッチ! 〜キミを護りたい〜」
- ChouCho
  - 「secretgarden」
- スタァライト九九組
  - 「約束タワー」
- スフィア
  - 「タイムマシン」
- 立花理香
  - 1st miniAL「Flora」サウンドプロデュース
  - 「REALISTIC」
  - 「Flaming Rose」
  - 「赤いアネモネ」
  - 「Say Goodbye」
  - 「marguerite」
  - 「gradation」
  - 「Shining Memory」
  - 「flowery night」
  - 「TUNE UP」
  - 「カラフルパサージュ」
  - 「Returner Butterfly」
- 寺島拓篤
  - 「君の季節」
- ななのん
  - 「ななのんのベイビィ・ポータブル・ロック」
- 乃木坂46
  - 「偶然を言い訳にして」
- 星屑スキャット
  - 「ご乱心」
  - 「不可思議条約」
  - 「BE MY BABY」
  - 「TATTOO」
- BOYS AND MEN研究生
  - 「GYA WOW☆」
  - 「Promise」
- 麻枝准 × やなぎなぎ
  - 「きみのairplane」
  - 「Heroの条件」
- MiChi
  - 「Heartbeat」
- 祭nine.
  - 「BE☆THE WIND」
  - 「HARE晴れカーニバル」
  - 「I'm On Fire!」
  - 「みらい結び」
  - 「ゴールデンジパングソウル」
- 未来日記インスパイアードアルバム Vol.2 〜因果律デシベル〜
  - 「7th HEAVEN」
- TVアニメ『D.C.III 〜ダ・カーポIII〜』OPテーマ
- 森園立夏（CV.新田恵海), 芳乃シャルル(CV.宮崎羽衣), 葛木姫乃(CV.佐々木未来), 瑠川さら(CV.桜咲千依), 陽ノ下葵(CV.海保えりか）
  - 「サクラハッピーイノベーション」
- ラブライブ!サンシャイン!!
  - 「Daydream Warrior」
- あんさんぶるスターズ!キャラクターソング
  - 流星隊［守沢千秋（帆世雄一）、深海奏汰（西山宏太朗）、南雲鉄虎（中島ヨシキ）、高峯翠（渡辺拓海）、仙石忍（新田杏樹）］「五色のShooting☆Star!!!!!」
- 風男塾
  - 「Excuse You！」

### ユニットメンバー
1. ↑  篠宮可憐（近藤唯）、四条貴音（原由実）、島原エレナ（角元明日香）、百瀬莉緒（山口立花子）、ロコ（中村温姫）
2. ↑  真壁瑞希（阿部里果）、白石紬（南早紀）、北沢志保（雨宮天）